# 日当山駅
日当山駅（ひなたやまえき）は、鹿児島県霧島市隼人町内にある、九州旅客鉄道（JR九州）肥薩線の駅である。「ほたる駅」の愛称がある｡

## 歴史
- 1958年（昭和33年）10月1日：日本国有鉄道が開設[2]。
- 1985年（昭和60年）3月14日：無人駅となる[3]。
- 1987年（昭和62年）4月1日：国鉄分割民営化により九州旅客鉄道に継承[4]。

## 駅構造
単式ホーム1面1線を地上駅。無人駅。駅舎は解体されているため、存在しない。駅舎の代わりに、非常に長い待合所の建物がある。

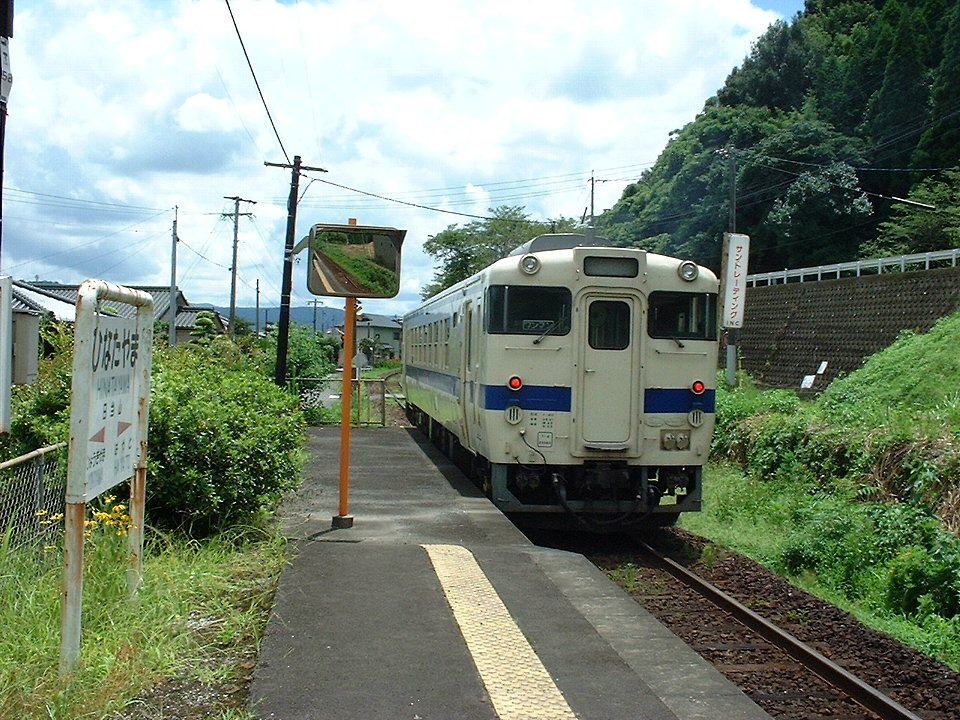
ホーム（2003年8月）
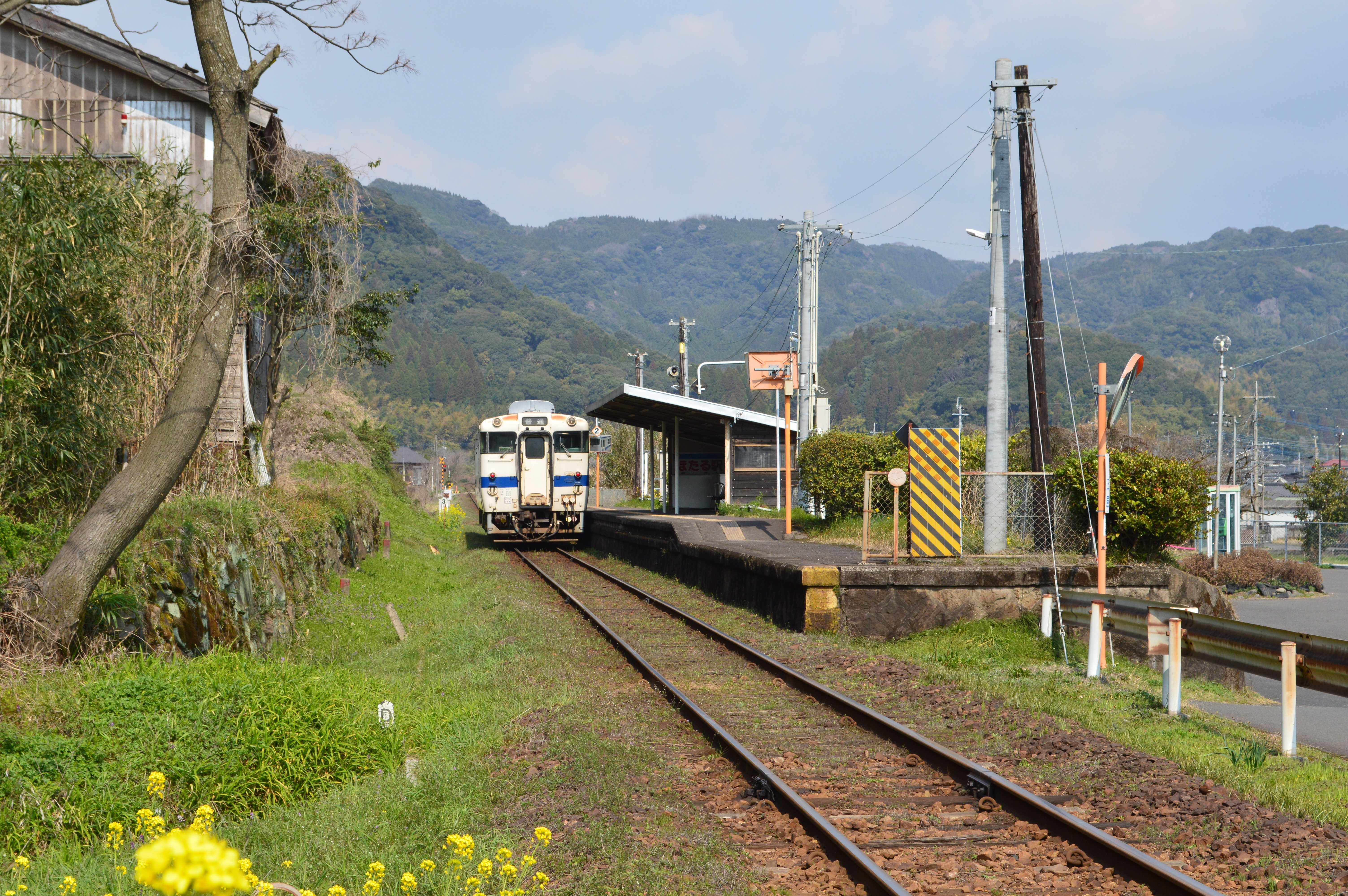
ホーム遠景（2018年3月）
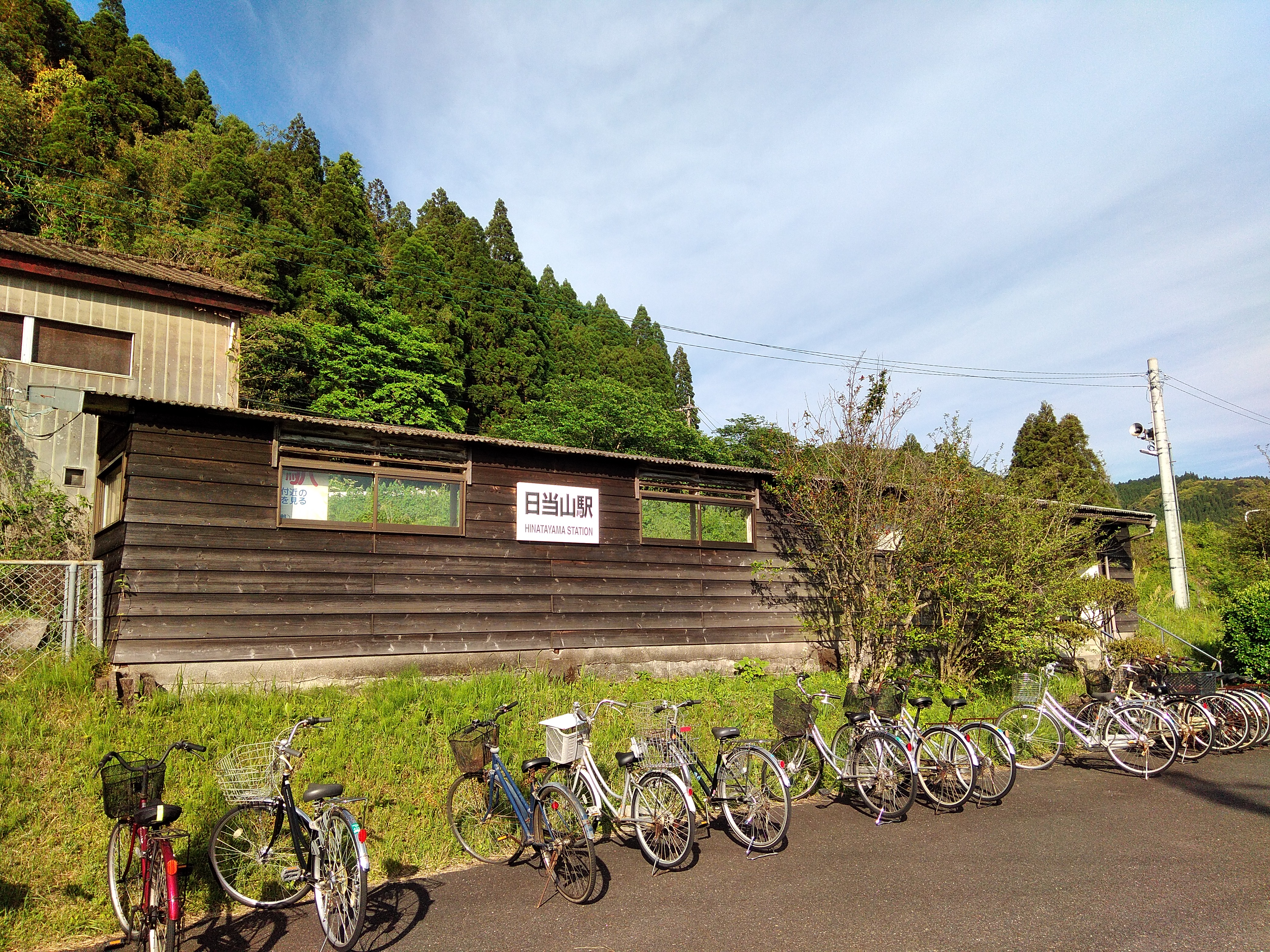
待合所（2021年4月。入口側より）

## 利用状況
- 2016年度の1日平均乗車人員は79人である。

| 年度 | 1日平均 乗車人員 | 1日平均 乗降人員 |
| ---- | ---------------- | ---------------- |
| 2000 | 115              |                  |
| 2001 | 104              |                  |
| 2002 | 106              |                  |
| 2003 | 107              |                  |
| 2005 | 79               |                  |
| 2006 | 70               |                  |
| 2007 | 58               | 119              |
| 2008 | 56               | 114              |
| 2009 | 80               | 160              |
| 2010 | 95               | 191              |
| 2011 | 104              | 212              |
| 2012 | 97               | 196              |
| 2013 | 99               | 200              |
| 2014 | 84               | 169              |
| 2015 | 85               | 172              |
| 2016 | 79               | 159              |

## 駅周辺
駅の正面（東側）には住宅街が広がり、日当山温泉に続いている。駅の裏手（西側）には山が迫り、山裾に天降川の水を引いた宮内原用水路が流れる。
- 日当山郵便局
- 日当山温泉
- 山之湯温泉
- 国道223号

## 隣の駅
九州旅客鉄道（JR九州）
■肥薩線
表木山駅 - 日当山駅 - 隼人駅